# Air Kiribati

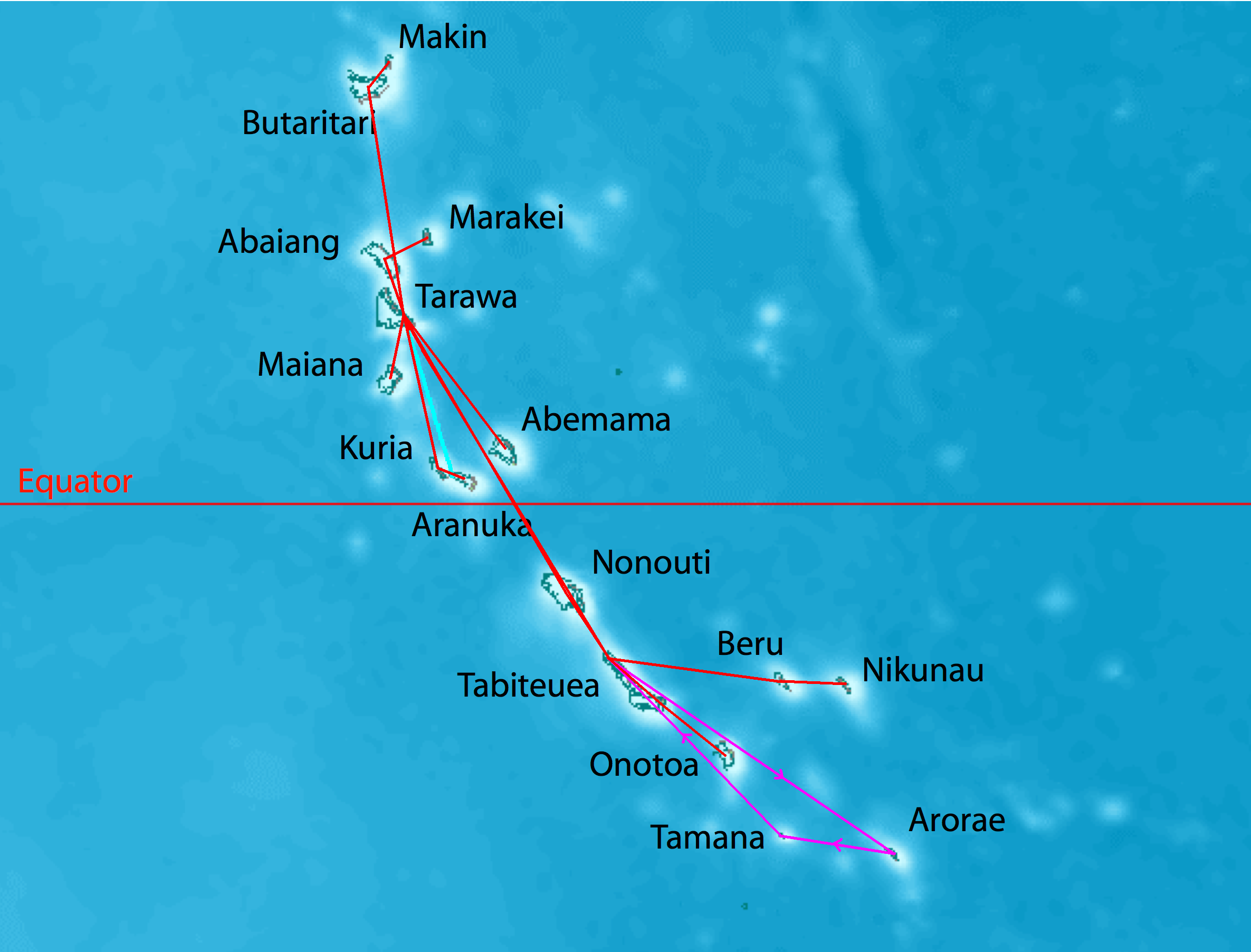
Bestemmingen van Air Kiribati

Air Kiribati is de nationale Kiribatische luchtvaartmaatschappij die opereert tussen de Gilberteilanden en de Republiek Fiji. De maatschappij voert ook chartervluchten, medische evacuatie en zoek- en reddingshulp. De hub van de maatschappij is Bonriki International Airport bij Zuid-Tarawa.

## Geschiedenis
Air Kiribati is opgericht en vloog voor het eerst op 1 april 1995, na het failliet gaan van de voormalige nationale vliegmaatschappij Air Tungaru, opgericht op 31 oktober 1977. In maart 2004, eindigde Air Kiribati zijn internationale vluchten. De maatschappij is 100% eigendom van de regering van de Republiek Kiribati. In 2017 is Air Kiribati eigenaar geworden van een Dash 8 100 series voor binnenlandse en korte internationale vluchten.

## Bestemmingen
Air Kiribati exploiteert binnenlandse vluchten die de Gilberteilanden aan elkaar linken. De Line- en Phoenixeilanden zijn te ver om commercieel levensvatbaar vanuit Tarawa te bedienen.
De volgende plaatsen worden door Air Kiribati bediend vanaf Tarawa:
- Fiji:
  - Nadi - Nadi International Airport

- Kiribati:
  - Abaiang
  - Abemama
  - Aranuka
  - Arorae
  - Beru
  - Butaritari
  - Kuria
  - Maiana
  - Makin
  - Marakei
  - Nikunau
  - Nonouti
  - Onotoa
  - Tabiteuea
  - Tamana

## Vloot
De vloot van Air Italy bestond in november 2013 uit:
- 1 de Havilland Canada DHC-6 Twin Otter
- 3 Harbin Y-12